# Résolution 182 du Conseil de sécurité des Nations unies
Membres permanents
- Chine (Taïwan)
- États-Unis
- France
- Royaume-Uni
- URSS

Membres non permanents
- Brésil
- Ghana
- Maroc
- Norvège
- Philippines
- Venezuela

Résolution no 181 Résolution no 183
La Résolution 182  est une résolution du Conseil de sécurité des Nations unies adoptée le 4 décembre 1963, dans sa 1078e séance, après que la République d'Afrique du Sud ait refusé de coopérer avec la résolution 181, le Conseil a demandé à nouveau à l'Afrique du Sud de se conformer aux résolutions précédentes et que tous les États se conforment à la résolution 181.
Le Conseil a ensuite prié le Secrétaire général de créer un petit groupe d'experts pour examiner des moyens de résoudre la situation en Afrique du Sud et qu'il rapporte au Conseil au plus tard le 1er juin 1964.

## Vote
La résolution est approuvée à l'unanimité

## Texte
- Résolution 182 Sur fr.wikisource.org
- Résolution 182 Sur en.wikisource.org